# Buenos Aires, Parácuaro
Buenos Aires är en ort i Mexiko.   Den ligger i kommunen Parácuaro och delstaten Michoacán de Ocampo, i den södra delen av landet, 300 km väster om huvudstaden Mexico City. Buenos Aires ligger 481 meter över havet och antalet invånare är 10 707.
Terrängen runt Buenos Aires är platt åt sydväst, men åt nordost är den kuperad. Runt Buenos Aires är det ganska tätbefolkat, med 111 invånare per kvadratkilometer. Närmaste större samhälle är Apatzingán, 18,6 km väster om Buenos Aires. I omgivningarna runt Buenos Aires växer huvudsakligen savannskog.